# ضدفاشیسم

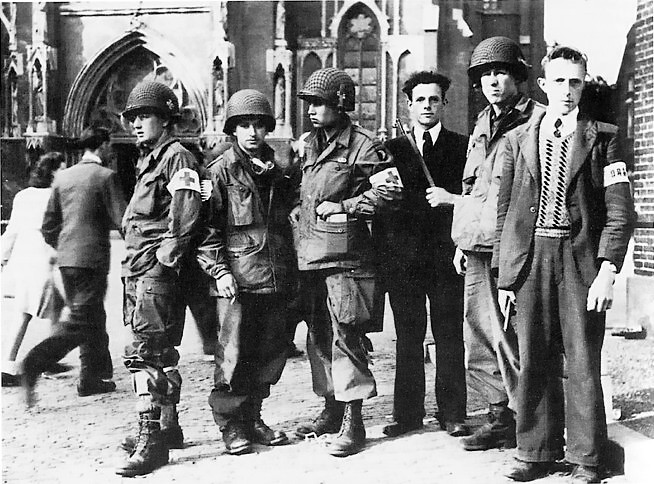
اعضای مقاومت آلمان به همراه نیروهای آمریکایی. سپتامبر ۱۹۴۴

ضدِفاشیسم (انگلیسی: Anti-fascism) دیدگاهی خلاف ایدئولوژی‌های فاشیستی گروه‌ها و افراد است. جنبش ضد فاشیستی در دهه بیست قرن بیستم در برخی کشورهای اروپایی شروع شد و تدریجاً در سراسر کشورهای جهان گسترش پیدا کرد.

## تاریخچه

پرچم شبه نظامیان ضد فاشیست آردی تی دل پوپلو

با پیشرفت فاشیسم ایتالیا به معنی ریشه فاشیسم، ایدئولوژی احزاب ناسیونال فاشیست با مخالفت کمونیست‌ها و سوسیالیست‌ها روبرو شد. سازمانهایی مانند آردیتی دل پوپلو و اتحادیه آنارشیستهای ایتالیا در سال‌های ۱۹۱۹ تا ۱۹۲۱ متولد شدند و علیه ناسیونالیستها و فاشیست‌های بعد از جنگ جهانی اول جنگیدند.
به گفته اریک هابس باوم تاریخدان انگلیسی، با پیشرفت و گسترش فاشیسم یک نوع ناسیونالیزم چپ نیز در کشورهای مخالف سلطه ایتالیا به ویژه مانند کشورهای حوزه بالکان و آلبانی که خواهان بازستاندن دوباره سرزمین از دست رفتهٔ مادریشان بودند رشد کرد. بعد از شروع جنگ جهانی دوم مقاومت آلبانی و صرب به عنوان اصلی‌ترین جنبش‌های مقاومت ضد فاشیست مخفی شروع به عمل کردند. اتحاد پارتیزان‌های این دو جنبش چپ، شالوده جنبش ضد فاشیست در اروپا را تشکیل داد. درسالهای ۱۹۳۰ در انگلستان مسیحیان به‌طور ویژه کلیسای انگلستان، زبان ضد فاشیسم شد و آکسیون‌های ضد فاشیستی را تبلیغ کرد.
تنوع موجودیت‌های سیاسی که تنها در نقطه ضدیت با فاشیسم مشترک بودند از نظر نورمن دیویس تاریخدان بریتانیایی باعث می‌شد که ضدیت با فاشیسم فاقد یک ایدئولوژی سیاسی باشد. او این پدیده را به یک لیوان خالی تشبیه می‌کرد. دیویس در جای دیگری گفت که ضدیت با فاشیسم رقصی سیاسی است که توسط ژوزف استالین تولید شد و توسط دستگاه‌های تبلیغاتی روس‌ها ترویج شد تا این درک اشتباه را بدهد که دمکرات‌های غربی در مخالفت با فاشیسم با پیوستن به اتحاد جماهیر شوروی می‌توانند از نظر سیاسی با کمونیسم هماهنگ شوند. در حالی که در آن زمان اتحاد جماهیر شوروی سیاست حفاظت (امنیت) جمعی را پیش می‌برد، هدف این بود که به دیکتاتوری پرولتاریا مشروعیت داده شود. دیویس با استثنا کردن وینستون چرچیل اشاره می‌کند که مبارزه ضد فاشیستی از حمایت گسترده کشورهای غربی برخوردار بود ولی در زمانی که اتحاد جماهیر شوروی و آلمان نازی توافقنامه مولوتوف-ریپنتروپ را امضا کردند به صورت موقت این مشروعیت ضربه خورد.

## شکل‌گیری مقاومت

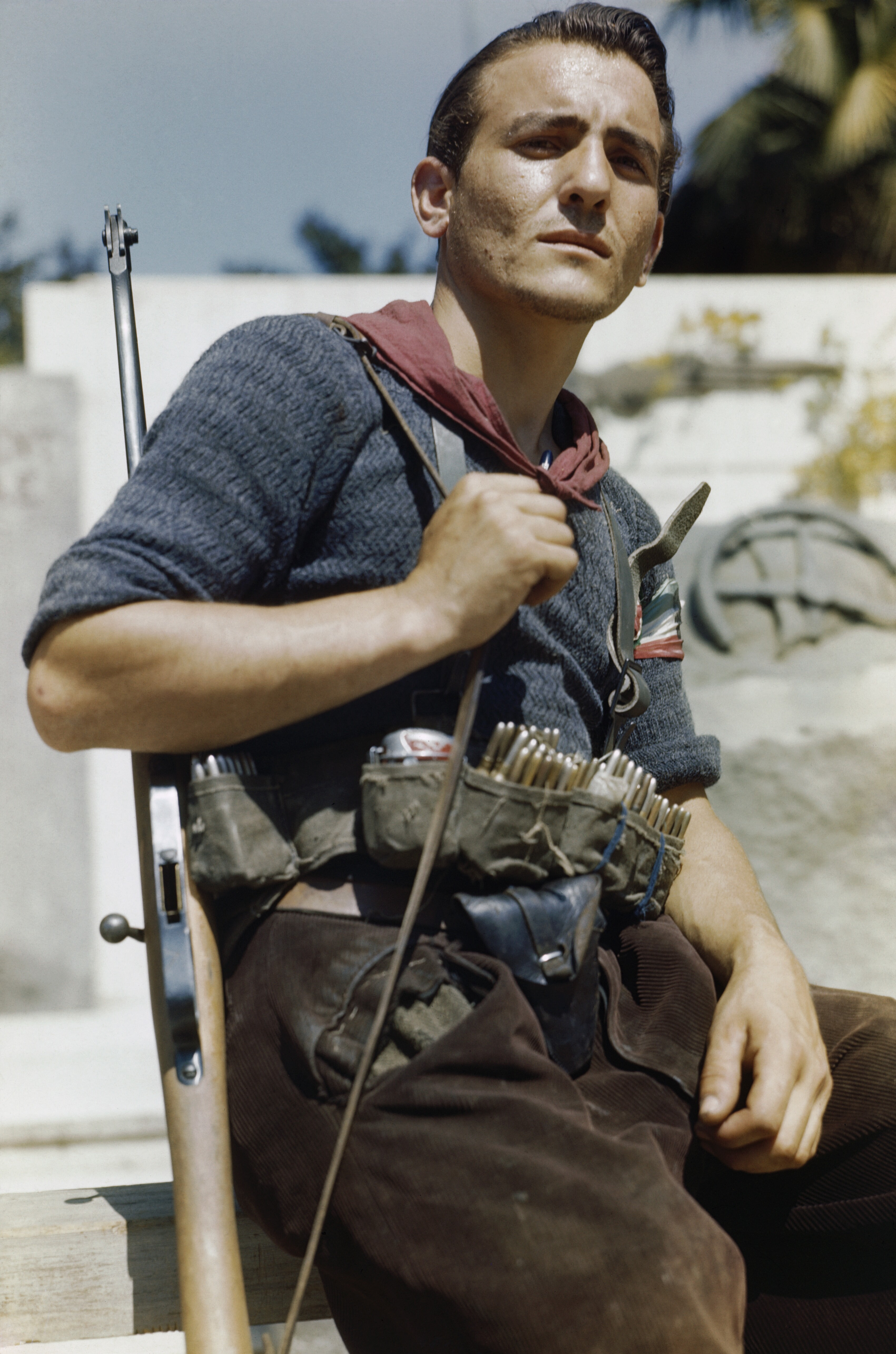
یک پارتیزان ایتالیایی در فلورانس. ۱۴ اوت ۱۹۴۴.

در ایتالیا رژیم فاشیستی بنیتو موسولینی واژه ضد فاشیسم را برای معرفی مخالفان خود بکار می‌برد. پلیس مخفی موسولینی رسماً به عنوان سازمان سرکوب‌کننده ضد فاشیسم (OVRA), شناخته می‌شد.
در پادشاهی ایتالیا در سال‌های ۱۹۲۰ ضد فاشیست‌ها که عمدتاً از جنبش‌های کارگری بودند علیه لباس سیاه‌ها و موسولینی به عنوان رهبر فاشیست‌ها می‌جنگیدند. در سوم اوت ۱۹۲۱ بعد از اینکه حزب سوسیالیست ایتالیا (PSI) قرارداد صلحی را با حزب ناسیونال فاشیست امضا کرد و اتحادیه‌های تجاری، استراتژی جدیدی را تدوین کردند، اعضای جنبش کارگران که با این استراتژی مخالف بود جنبش آردیتی دل پوبلو را تشکیل دادند. کنفدراسیون عمومی کار (CGT) و حزب سوسیالیست ایتالیا (PSI) شبه نظامیان ضد فاشیست را قبول نکردند و حزب کمونیست ایتالیا نیز به اعضایش دستور داد تا از این سازمان خارج شوند. حزب کمونیست ایتالیا تعدادی گروه شبه نظامی تشکیل داد ولی این گروه‌ها نتوانستند کارهای عمده‌ای انجام دهند در نتیجه این حزب سیاستی غیر خصمانه اتخاذ کرد. سورینو دی جیووانی آنارشیست ایتالیایی که در آرژانتین در تبعید زندگی می‌کرد دست به یک سلسله انفجار علیه گروه‌های فاشیست ایتالیا زد. بنه دتو کروس مانیفست ضد فاشیسم روشنفکران را که در سال ۱۹۲۵ منتشر شد را نوشت. پی یرو ـ گوبه تی یک ایتالیایی لیبرال ضد فاشیست دیگر در آن زمان بود.
در سال‌های ۱۹۲۰ تا ۱۹۴۳ چندین جنبش ضد فاشیست در میان اسلاوها و کروواتها در سرزمین‌های همجوار ایتالیا بعد از جنگ اول جهانی، وجود داشت. یکی از این جنبش‌ها جنبش جولیان مارچ بود. برجسته‌ترین جنبش‌های ضد فاشیستی آن زمان سازمان تی آی جی آر TIGRبود که عملیات‌های متعددی را علیه فاشیست‌ها انجام داد؛ ولی در سال‌های ۱۹۴۰ و ۴۱ اغلب گروه‌های زیر زمینی ضد فاشیست توسط سازمان سرکوب موسولینی (OVRA) منهدم شدند و بعد از ژوئن سال ۱۹۴۱ اکثر فعالان اولیه این گروه‌ها به پارتیزان‌های اسلاو پیوستند.
در جریان جنگ جهانی دوم بسیاری از اعضای مقاومت ایتالیا خانه‌هایشان را ترک کردند و به کوهستان‌ها رفتند تا علیه فاشیست‌های ایتالیایی و نازی‌های آلمان بجنگند. بسیاری شهرها در ایتالیا مانند تورین، ناپل و میلان به دلیل قیام‌های ضد فاشیستی تخلیه شدند.